# ISO/IEC 80000
IS0 IEC 80000, soubor zaváděný jako ČSN ISO 80000 Veličiny a jednotky a částečně jako ČSN EN 80000 Veličiny a jednotky. Jde o soubor mezinárodních norem, které jsou spravovány společně mezinárodními normalizačními organizacemi ISO (International Organization for Standardization) a IEC (International Electrotechnical Commission).
O tyto normy pečují technické komise ISO/TC 12 (Veličiny a jednotky) ve spolupráci s IEC/TC25 (Veličiny a jednotky).
Dále jsou popsány jednotlivé části tohoto souboru norem.
Poznámka: Úvodní stránky jednotlivých částí souboru (preview resp. info-verze) jsou volně dostupné na webových stránkách ISO (www.iso.org) resp. IEC (www.iec.ch). Obdobně lze získat náhled normy ČSN ISO 80000-x resp. ČSN EN 80000-y na stránkách (http://www.agentura-cas.cz/) resp. pomocí placené aplikace čsnonline - (http://csnonlinefirmy.unmz.cz/html_nahledy%5B%5D)

## Soubory ISO 80000 a IEC 80000

### Části vydané jako ISO 80000
- Část 1: Obecně,
- Část 2: Matematická znaménka a značky pro použití ve fyzikálních vědách a v technice,
- Část 3: Prostor a čas,
- Část 4: Mechanika,
- Část 5: Termodynamika,
- Část 7: Světlo,
- Část 8: Akustika,
- Část 9: Fyzikální chemie a molekulová fyzika,
- Část 10: Atomová a jaderná fyzika,
- Část 11: Podobnostní čísla,
- Část 12: Fyzika pevných látek.

### Části vydané jako IEC 80000
- Část 6: Elektromagnetismus
- Část 13: Informatika
- Část 14: Biotelemetrie související s lidskou fyziologií

## Zavedení souborů ISO 80000 a IEC 80000 do ČSN

### ČSN ISO 80000-1 Veličiny a jednotky – Část 1: Obecně
(Quantities and units Part 1: General)
Obecné informace a definice týkající se veličin, soustav veličin, jednotek, značek veličin a jednotek a koherentních soustav jednotek, zejména Mezinárodní soustavy veličin, ISQ, a Mezinárodní soustavy jednotek, SI.

### ČSN ISO 80000-2 Veličiny a jednotky – Část 2: Matematická znaménka a značky pro použití ve fyzikálních vědách a v technice
(Quantities and units Part 2: Mathematical signs and symbols to be used in the natural sciences and technology)
Členění tématu: matematická logika, množiny, znaky a značka, základy geometrie, operace, kombinatorika,..., speciální funkce.

### ČSN ISO 80000-3 Veličiny a jednotky – Část 3: Prostor a čas
(Quantities and units Part 3: Space and time)
Příklady veličin: délka, poloměr, posunutí, poloměr křivosti, objem, úhel, prostorový úhel, doba trvání, vektor rychlosti, zrychlení, otáčka, součinitel tlumení atp

### ČSN ISO 80000-4 Veličiny a jednotky – Část 4: Mechanika
(Quantities and units Part 4: Mechanics)
Příklady veličin: hmotnost, hustota (hmotnosti), moment setrvačnosti, hybnost, síla, tíha, impulz (síly), točivý moment, dynamická viskozita, mechanická energie atp.

### ČSN ISO 80000-5 Veličiny a jednotky – Část 5: Termodynamika
(Quantities and units Part 5: Thermodynamics)
Příklady veličin: termodynamická teplota, Celsiova teplota, teplotní součinitel délkové roztažnosti, izotermická stlačitelnost, tepelný tok, tepelná vodivost atp.

### ČSN EN 80000-6 Veličiny a jednotky – Část 6 Elektromagnetismus
(Quantities and units Part 6: Electromagnetism)
Příklady veličin: elektrický proud, elektrický náboj, plošná hustota náboje, intenzita elektrického pole, elektrický potenciál, elektrické napětí, elektrická kapacita, relativní permitivita, posuvný proud, magnetická indukce, magnetická intenzita, koercivita, rychlost světla, magnetický odpor, impedance atp.

### ČSN ISO 80000-7 Veličiny a jednotky – Část 7: Světlo
(Quantities and units Part 7: Light)
Příklady veličin: kmitočet/frekvence, vlnová délka, rychlost světla ve vakuu, index lomu, zářivá energie, zářivý tok, zářivost, prostorová ozářenost, činitel pohlcení, prostupová optická hustota atp.

### ČSN EN ISO 80000-8 Veličiny a jednotky – Část 8: Akustika
(Quantities and units Part 8: Acoustics)
Příklady veličin: perioda/doba periody, kmitočet/frekvence, vlnová délka, akustický tlak, rychlost zvuku, akustický výkon, akustická impedance, činitel zvukových ztrát atp.

### ČSN ISO 80000-9 Veličiny a jednotky – Část 9: Fyzikální chemie a molekulová fyzika
(Quantities and units Part 9: Physical chemistry and molecular physics)
Příklady veličin: látkové množství (hmotnost dělená molární hmotností), mol, relativní atomová hmotnost; počet částic, Avogadrova konstanta, molární hmotnost, molární tepelná kapacita atp.

### ČSN ISO 80000-10 Veličiny a jednotky – Část 10: Atomová a jaderná fyzika
(Quantities and units Part 10: Atomic and nuclear physics)
Příklady veličin: atomové číslo, protonové číslo, klidová hmotnost, atomová hmotnost, elementární náboj, magnetický moment, kvantové číslo atp.

### ČSN ISO 80000-11 Veličiny a jednotky – Část 11: Podobnostní čísla
(Quantities and units Part 11: Characteristic numbers)
Podobnostní číslo je veličina, která se používá v teorii podobnosti. Podobnostních čísel je více, jsou tvořeny vzájemným vztahem jiných fyzikálních veličin tak, aby byl výsledek bezrozměrný. Význam podobnostních čísel je v tom, že dva systémy jsou si v souvislosti s některými jevy podobné, pouze pokud mají příslušná podobnostní čísla stejnou hodnotu. Využívají se zejména v mechanice tekutin. Příklady: Machovo číslo, Reynoldsovo číslo, Strouhalovo číslo atp.
Příklady veličin: e

### ČSN ISO 80000-12 Veličiny a jednotky – Část 12: Fyzika pevných látek
(Quantities and units Part 12: Solid state physics)
Příklady veličin: mřížkový vektor, parametr uspořádání na blízko, polohový vektor částice, úhlový vlnočet, střední volná dráha fotonů, Peltierův součinitel, ionizační energie atp.

### ČSN EN 80000-13 Veličiny a jednotky – Část 13: Informatika
(Quantities and units Part 13: Information science and technology)
Příklady veličin: intenzita provozu, pravděpodobnost čekání, kapacita paměti, přenosová rychlost, bitová rychlost, chybovost atp.

### ČSN ISO 80000-14 Veličiny a jednotky – Část 14: Biotelemetrie související s lidskou fyziologií
(Quantities and units Part 14: Telebiometrics related to human physiology)
Veličiny a jednotky, jejich názvy a jmenné značky stanovené v této části jsou ty, které jsou široce užívány v disciplínách a specializacích souvisejících s biotelemetrií: biotelemetrickým průmyslem a biotelemetrikou. Biotelemetrické jednotky jsou jednotkami SI (viz ISO 80000-1).